# قاسملی، آق‌دام
قاسملی (ترکی آذربایجانی: Qasımlı) یک منطقهٔ مسکونی در جمهوری آرتساخ است که در استان آسکران واقع شده‌است.